# Tchang
Tchang er en person i Hergés tegneserie Tintin. I Den Blå Lotus redder Tintin Tchang fra druknedøden ved en oversvømmelse nær Hou Kou. Fra dette øjeblik er deres venskab forseglet, og de hjælper hinanden gennem resten af Den Blå Lotus. Den forældreløse Tchang adopteres af Wang Yen-Chi.
Navnet til Tintins nye ven, Tchang Tchong-Yen, er ikke tilfældigt. Ved forberedelserne til Den Blå Lotus opsøgte Hergé den kinesiske student Tchang Tchong-Yen, der belærte ham om Kinas historie, politik, befolkning, kunst og arkitekur. Det er ligeledes ham, der stod for alle kinesiske tegn, vi ser i albummet. Samtlige tegn giver faktisk mening. 
Tchang er med i Den Blå Lotus hvor de møder hinanden, og Tintin i Tibet hvor Tintin ved et varsel aner, at han har overlevet en ulykke i Himalaya og redder ham fra en tragisk død hos Den afskyelige snemand.